# Uvaria lobbiana
Uvaria lobbiana är en kirimojaväxtart som beskrevs av Joseph Dalton Hooker och Thomas Thomson. Uvaria lobbiana ingår i släktet Uvaria och familjen kirimojaväxter. Inga underarter finns listade i Catalogue of Life.